# スウェーデン気象・水文研究所
スウェーデン気象・水文研究所（スウェーデンきしょう・すいぶんけんきゅうじょ、スウェーデン語: Sveriges meteorologiska och hydrologiska institut、略称：SMHI）は、スウェーデンの政府機関である。気象・水文・海洋・気候に関する情報を提供し、研究や教育を行う。本部はノーショーピングにある。

## 沿革
- 1945年 - スウェーデン気象局とスウェーデン水文局が統合されて、スウェーデン気象・水文研究所が発足する。
- 1954年 - マリン・ファルケンマークが入所し、水文学者としてのキャリアをスタートさせる。
- 1975年 - スウェーデン海洋研究所と統合される。
- 1998年 - スウェーデン海洋研究所が分離される。
- 2006年 - ノルショーピングに新しい本部ビルが完成する。

## 職員と組織
SMHIは本部のほかに、ヨーテボリ、マルメ、スンツヴァル、ウプランズ・ヴェスビー
に事務所を置いている。スウェーデンの一般大衆にとって、SMHIは主にスヴェリエス・ラジオが提供する公共サービスラジオの天気予報で知られている。スウェーデンの他の主要なメディア企業も、SMHIから天気予報を購入している。
SMHIには約650人の職員がいる。研究部門には、ロスビー・センターを含む約100人の科学者が所属している。研究部門は以下の6つのユニットに分かれている。
- 気象予測と解析
- 大気質
- 海洋学
- 水文学
- ロスビー・センター（地域・全球気候モデリング）
- 大気リモートセンシング

地域・全球気候モデリングはロスビー・センターで行われており、同センターは1997年にSMHI内に設立された。
環境研究は6つの研究ユニットすべてで行われている。HIRLAM（高解像度限域モデル）プロジェクトへの貢献を提供するプロジェクトもある。
研究部門の主な目的は、研究所と社会に研究開発で支援することである。研究者たちは多くの国内外の研究プロジェクトに参加している。